# Puchenii Mari, Prahova
Puchenii Mari (mai vechi, Brăgănești, Pucheni) este satul de reședință al comunei cu același nume din județul Prahova, Muntenia, România.
Așezarea este atestată documentar în 1513.